# Mieczysław Myszkiewicz
Mieczysław Myszkiewicz (ur. 10 września 1892 w Ziewaniczkach - obecnie Boczki Domaradzkie, zm. 26 marca 1943 w Warszawie) – polski aktor teatralny i filmowy.
Ukończył z wyróżnieniem Szkołę Aplikacyjną przy Warszawskich Teatrach Rządowych (1912), a następnie został zaangażowany do ich zespołu dramatycznego. Do 1939 r. związany był z teatrami warszawskimi: początkowo z Warszawskimi Teatrami Rządowymi, następnie z Teatrami Miejskimi w Warszawie oraz teatrami zrzeszonymi w Towarzystwie Krzewienia Kultury Teatralnej. W tym okresie wystąpił m.in. w rolach Kantego Palaca (Pomsta Władysława Orkana), Elektrotechnika (Papierowy kochanek), Pustaka (Fircyk w zalotach), Natana (Sędziowie), Jakuba (Adwokat i róże), Kozłowskiego (Uśmiech losu). Wystąpił w filmach: Krzyk w nocy (1922), Przeor Kordecki - obrońca Częstochowy (1934), Fredek uszczęśliwia świat (1936), Dziewczyna szuka miłości (1938) oraz O czym się nie mówi... (1939).